# 格林斯波羅 (喬治亞州)
格林斯伯勒（英語：Greensboro）是一個位於美國喬治亞州格林縣 (1786年)的城市。根據2010年美國人口普查，該地人口為3359人，而該地的面積約為17.60平方千米。同時該地也是格林縣的縣治。

## 地理
格林斯伯勒的座標為33°34′18″N 83°10′51″W / 33.57167°N 83.18083°W，而該地的平均海拔高度為195米（即640英尺）。